# 伊福部昭
伊福部 昭（、1914年〈大正3年〉5月31日 - 2006年〈平成18年〉2月8日）は、日本の作曲家。位階は従四位。
ほぼ独学で作曲家となった。日本の民族性を追求した民族主義的な力強さが特徴の数多くの管弦楽作品や、『ゴジラ』を初めとする映画音楽のほか、音楽教育者としても知られる。北海道出身。

## 来歴
1914年（大正3年）、北海道釧路郡釧路町（現・釧路市）幣舞にて、警察官僚の伊福部利三、キワの三男として生まれる。小学生の時、父が音更村の村長となったため、音更村に移る。同地でアイヌと接し、彼らの生活・文化に大きな影響を受けた。代表作の一つ、『シンフォニア・タプカーラ』（1954年）は、アイヌの人々への共感と、ノスタルジアから書かれたという。また、このころから父親に『老子』の素読をさせられる。
1926年（大正15年）、12歳。札幌第二中学（北海道札幌西高等学校の前身）に入学。中学時代に後の音楽評論家で、生涯の親友となる三浦淳史と出会う。初めは絵画に熱中し、1年上の佐藤忠良（彫刻家）らと美術サークル「めばえ会」を結成。地元で展覧会も開いたという。その後音楽に関心を持ち、ヴァイオリンを独学で始める。さらに三浦に「音楽やるには作曲やらないと意味がない」とそそのかされ、本格的に作曲も始めた。
1932年（昭和7年）、18歳。北海道帝国大学（北海道大学の前身）農学部林学実科学校（森林科学科）に入学。文武会管絃楽部のコンサートマスターとなる。さらに、同オーケストラ内で最新の音楽への関心が強い同志3名（有田学、小岩武、工藤元）とともに、「札幌フィルハーモニック弦楽四重奏団」を結成する。工藤は当時札幌師範学校教諭で、大正期に函館で「アポロ音楽会」を主宰した工藤富次郎の長男であった。ギター曲『JIN』作曲。独唱曲『平安朝の秋に寄せる三つの歌』を作曲。このころ後の作曲家早坂文雄と出会う。
1933年（昭和8年）、19歳。アマチュアギター奏者であった次兄・勲のために、ギター曲『ノクチュルヌ』を作曲。さらに、三浦が文通していたスペイン在住の米国人ピアニスト、ジョージ・コープランドのために『ピアノ組曲』を書き上げる。これは、コープランドの「地球の反対側にいながら私の音楽を聴くのだから、作曲もやるのだろう。曲を送れ」という旨の手紙に対して、三浦が「良い作曲家がいるので曲を送る」と返事を書いたことを受けて作曲したものであるが、後年、管弦楽版、箏曲版、弦楽オーケストラ版などを編曲するなど、ライフワーク的な作品となる。なお、コープランドからは「面白いのでぜひ演奏したい」という返信があったが、スペイン内戦のため手紙が途絶えたという。
1934年（昭和9年）、20歳。次兄の勲、三浦、早坂、「札幌フィルハーモニック弦楽四重奏団」のメンバーらとともに、「新音楽連盟」を結成。代表は伊福部の長兄の宗夫がつとめた。同年9月、「国際現代音楽祭」を開催。イーゴリ・ストラヴィンスキー、ダリウス・ミヨー、マヌエル・デ・ファリャ、エルヴィン・シュルホフ、エリック・サティなど、時代の最先端をいく作品を演奏・紹介した。また、この演奏会で伊福部はソリストとして、シュルホフの『無伴奏ヴァイオリンソナタ』を日本初演している。楽譜の入手は伊福部と、当時アメリカの音楽家と文通するなど、最新の音楽事情に精通していた三浦が中心に行っており、主に丸善を通してフランスのデュラン社・イギリスのチェスター社から購入していた。なお、伊福部は上記の他にもヤナーチェクの『六重奏曲』の楽譜を入手していたが、当時はその価値がわからず演奏会で発表することはなかった。伊福部はこのことを後年まで悔やんでいたという。また、「札幌フィルハーモニック弦楽四重奏団」のメンバーとしても、札幌・旭川など道内各地で演奏旅行も行った。
「新音楽連盟」の演奏会は上記の一度きりであったが、20年後の1954年に当時北大生であった谷本一之（のち北海道教育大学学長）らのグループ「ノイエ・ムジーク」が、同大学の中央講堂で「新音楽連盟」の演奏会を継承するとして「現代音楽の夕」を開催している。谷本は事前に先輩の伊福部らに許可を求める手紙を送ったが、伊福部からは「御役に立つなら第二回でも第三回でもご使用ください。 〜（中略）〜 選曲や、演奏の上で多少、不適当なものがあったとしても、その支障を超える気力が重要です」と激励の返信があったという。

### デビュー作・日本狂詩曲
1935年（昭和10年）、21歳。大学を卒業後、北海道庁地方林課の厚岸森林事務所に勤務。アメリカの指揮者ファビエン・セヴィツキー（セルゲイ・クーセヴィツキーの甥）の依頼により『日本狂詩曲』（当初全3楽章）を作曲し、ボストンへ送る。
同年、パリでアレクサンドル・チェレプニン賞が催されると、審査員の中にモーリス・ラヴェルの名を見つけ、『日本狂詩曲』を賞の規定に合わせ第1楽章「じょんがら舞曲」をカットして応募する。結局ラヴェルは病気のため審査員を降りたが、チェレプニンを初めジャック・イベールやアルベール・ルーセルといったフランス近代音楽を代表する作曲家たちが審査にあたった。このコンクールは日本人に対して開かれたコンクールだが、審査会場はパリであった。
パリへ楽譜を送る際、東京からまとめて送る規定になっていたため伊福部の楽譜も東京へ届けられたが、東京の音楽関係者はその楽譜を見て、
1. 平行五度などの西洋音楽の和声の禁則を無視し、その場の日本人にとって下衆に見えた日本の伝統音楽のような節回しが多いこと
2. 当時としては極端な大編成である編入楽器多数の（打楽器奏者だけで9人を要する）三管編成オーケストラが要求されていたこと
3. 北海道の厚岸町から応募してきたこと

との理由から、相当の驚きと困惑があったという。とくに1.の理由により「正統的な西洋音楽を学んできた日本の中央楽壇にとって恥だから、伊福部の曲を応募からはずしてしまおう」という意見も出たが、大木正夫の「審査をするのは東京の我々（その場にいた日本人）ではなくパリの面々だし、応募規程を満たしているのに審査をはずす理由もなく、せっかく応募してきたのだから」という意見が通り、伊福部の曲も無事パリの審査会場へ届けられた。
結果は伊福部が第1位に入賞し、世界的評価を得ることとなった。賞金は300円であった。この時の第2位は、伊福部と同じくほぼ独学で作曲を学んだ松平頼則であった。後に松平と伊福部はともに新作曲派協会を結成することになる。同曲は翌1936年（昭和11年）、セヴィツキー指揮、ボストン・ピープルス交響楽団によりアメリカで初演された。なお初演の際、チェレプニン賞への応募に合わせて第1楽章はカットして演奏され、そのカットした部分の楽譜は現存しないため、永遠に幻となった。なお、この幻の日本狂詩曲第一楽章「じょんがら舞曲」は、日本狂詩曲のスコア浄書を手伝った、次兄・勲の追悼のために書かれた『交響譚詩』の第二譚詩（第二楽章）にその一部が組み込まれている。
これを機に初演の年来日したチェレプニンに短期間師事する。日本狂詩曲は大編成の大作だが、何度も演奏されやすいよう編成を考えて書くべきというチェレプニンの意見に従い、次作として14人編成で全員ソロの小管弦楽曲『土俗的三連画』を書いた。チェレプニンは伊福部にニコライ・リムスキー＝コルサコフの『スペイン奇想曲』のスコアを渡し、筆写して学ぶことを勧めた。
なお、『日本狂詩曲』は、1936年に龍吟社からチェレプニン・コレクションとして楽譜が出版されている。表紙のデザインは、美術にも関心が深かった伊福部自身が手がけた。この楽譜は、日本国内では僅か9冊しか売れなかったが、海外での購入者の中には、モーリス・ラヴェルやジャン・フランチェスコ・マリピエロらの名前もあったという。

### 戦前・戦中
1937年（昭和12年）、23歳、室内管弦楽曲『土俗的三連画』を作曲し、チェレプニンに献呈する。
1938年（昭和13年）、24歳。以前書いた『ピアノ組曲』がヴェネツィア国際現代音楽祭入選。
この時期は日本の民族音楽の他、アイヌやギリヤーク（ニヴフ）といった、北海道や樺太の少数民族の文化に発想を求めた作品が多い。
1940年（昭和15年）、26歳。林務官を辞め、北海道帝国大学の演習林事務所に嘱託として勤務。紀元二千六百年記念祭にて『交響舞曲 越天楽』初演。
1941年（昭和16年）、27歳。札幌出身の舞踊家・勇崎アイと結婚。これが後に舞踊作品の音楽を手掛けるきっかけとなる。ピアノ協奏曲『ピアノと管絃楽のための協奏風交響曲』作曲。
1942年（昭和17年）、28歳。兄・勲が、東京・羽田で戦時科学研究の放射線障害により死去。
1943年（昭和18年）、29歳。勲に捧げる曲として『交響譚詩』を作曲。同曲はビクターの作曲コンクールに入賞し、伊福部の作品として初めてレコード化されることとなった。吹奏楽曲『古典風軍楽「吉志舞」』を作曲。
1944年（昭和19年）、30歳。管弦楽曲『兵士の序楽』を作曲。『フィリッピン國民に贈る管絃樂序曲』を作曲。『管絃楽のための音詩「寒帯林」』を作曲。
1945年（昭和20年）、31歳。宮内省帝室林野局林業試験場に兄と同じく戦時科学研究員として勤務。放射線による航空機用木材強化の研究に携わるが、当時は防護服も用意されず、無防備のまま実験を続けた。研究成果を得ないまま終戦となったある日、突然血を吐いて倒れたが、医者には結核や過度の電波実験による毛細管の異状などと言われ、「何せ生命が最も軽んぜられた時代なので、医師も無責任なものであった」と述懐している。また、この時病臥した経験が、後に音楽に専念するきっかけとなったという。航空機に伴う一切の仕事はマッカーサー上陸後、数日後に禁止となった。

### 戦後
1946年（昭和21年）、32歳。自宅で静養中、知人から映画音楽の仕事の誘いがあり、栃木県の日光・久次良町に転居。その後間もなく、東京音楽学校（現東京藝術大学）学長に新任した小宮豊隆が伊福部を作曲科講師として招聘し、これを受けて就任。独唱曲『ギリヤーク族の古き吟誦歌』作曲。
この作曲科では、初めて担当した芥川也寸志、黛敏郎などから大変慕われた。特に芥川は2回目の授業の後で奥日光の伊福部家を探し当て、数日逗留したという逸話を持つ。そのほかにも教育者として松村禎三、矢代秋雄、池野成、小杉太一郎、山内正、石井眞木、三木稔、今井重幸、永瀬博彦、和田薫、石丸基司、今井聡、など多くの作曲家を育てた。
またこのころ、『管弦楽法』の執筆に取り掛かっていたが、トランクに入れていた原稿やメモを、乗っていた電車からトランクごと落としてしまった。翌日探しに行ったが、原稿はほとんど散逸してしまっており、このために『管弦楽法』をまとめるのに5年はロスしたという。
1947年（昭和22年）、33歳。東京都世田谷区玉川等々力町に転居当。東宝プロデューサーの田中友幸から依頼を受け、『山小屋の三悪人』（公開題名は『銀嶺の果て』）で初めて映画音楽を担当。伊福部はこの作曲依頼について、「おそらく私が山林官で、山奥の生活を知っているだろうということであったのだろうと思っています」と語っている。
この初仕事で、一見明るい場面に物悲しい音楽を付けるという音楽観の違いから監督の谷口千吉と対立した。その日の録音を取りやめ、演奏者に帰ってもらった後、数時間議論を続けたという。このとき仲裁をしたのが脚本の黒澤明であった。黒澤の仲裁もあって曲はそのまま採用されたが、断片的な場面ごとではなく作品全体を見渡した結果としての主人公の心情を表した音楽を意図したことが認められ、最終的には音楽への真摯な態度が製作側からも評価された。
バレエ曲『エゴザイダー』作曲。
同年、『交響譚詩』などの業績により、第1回北海道新聞文化賞を受賞。
1948年（昭和23年）、34歳。世田谷区玉川奥沢町に転居。『ヴァイオリン協奏曲』初演。バレエ音楽『さ迷える群像』を作曲。バレエ音楽『サロメ』を作曲。
1949年（昭和24年）、35歳。父・利三死去。独唱曲『サハリン島土蛮の三つの揺籃歌』を作曲。バレエ音楽『子供のための舞踏曲　リズム遊びのための10の小品』を作曲。バレエ音楽『憑かれたる城（バスカーナ）』を作曲。

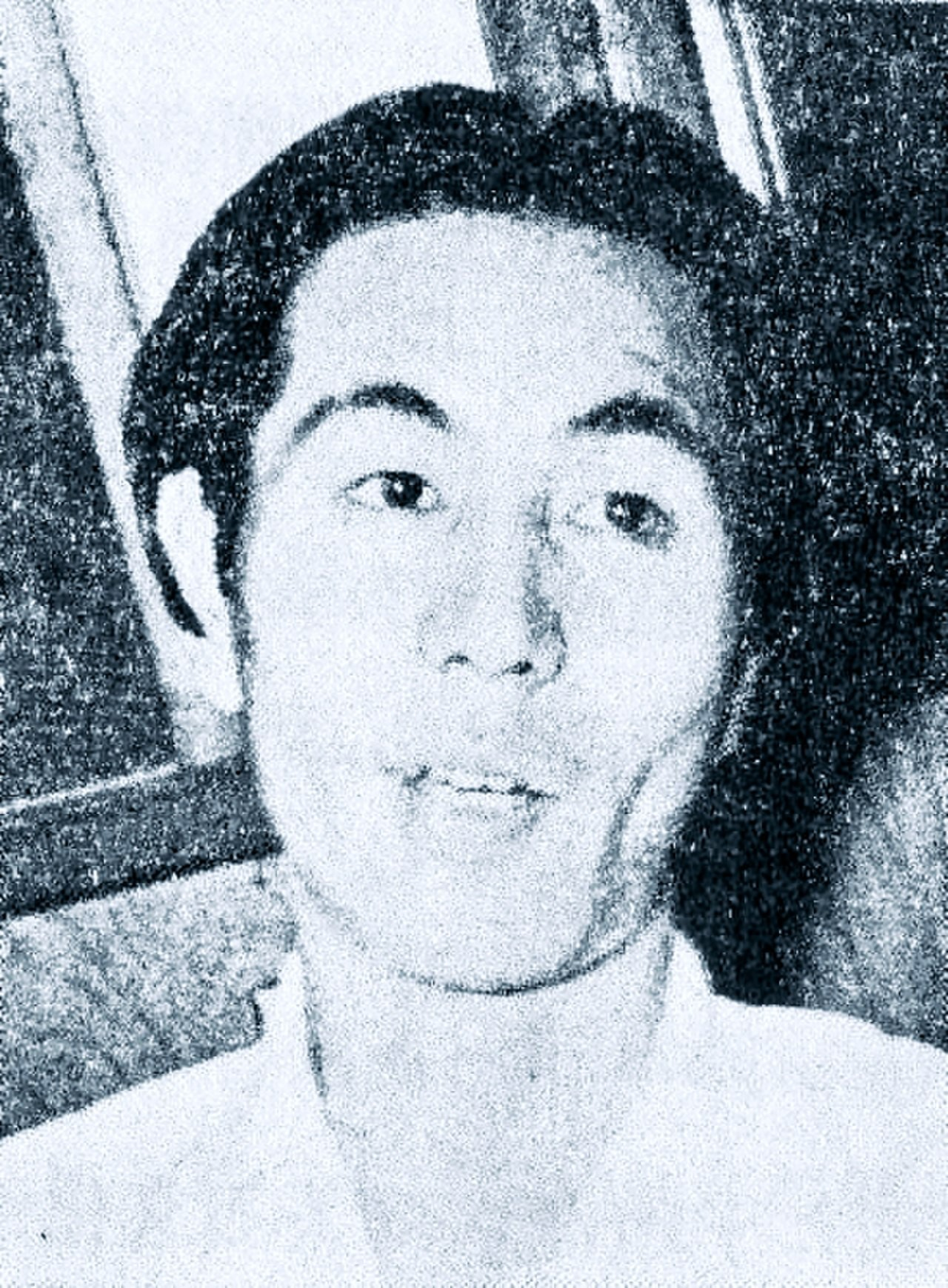
1956年以前に撮影された写真。

1950年（昭和25年）、36歳。バレエ音楽『プロメテの火』を作曲。
1951年（昭和26年）、37歳。世田谷区玉川尾山町（現尾山台）に転居。『音楽入門』（要書房）を刊行。バレエ音楽『日本の太鼓「鹿踊り」』を作曲。
1952年（昭和27年）、38歳。『ヴァイオリンと管弦楽のための協奏風狂詩曲』がジェノヴァ国際作曲コンクール入選。
1953年（昭和28年）、39歳。東京音楽学校の音楽科講師を退任。バレエ音楽『人間釈迦』を作曲。『管絃楽法』（音楽之友社）を刊行。ラジオ放送による音楽劇『ヌタックカムシュペ』が文部省芸術祭賞受賞。
1954年（昭和29年）、40歳。『ゴジラ』の音楽を担当。以後、『ビルマの竪琴』や『座頭市』シリーズなど多くの映画音楽を手掛けた。
管弦楽曲『シンフォニア・タプカーラ』を作曲、三浦淳史に献呈。
1950年代の一時期には、東宝に所属している俳優陣に対し、音楽の講義も行っている。この時の教え子に宝田明や岡田真澄などがおり、宝田はその後も伊福部を慕っていることを、映画の打ち上げ会や書籍などで語っている。
1956年（昭和31年）、42歳。『ヴァイオリンとピアノのための二つの性格舞曲』を作曲。毎日映画コンクール音楽賞受賞。仮面舞踏劇『ファーシャン・ジャルボー』作曲。独奏曲『アイヌの叙事詩による対話体牧歌』を作曲。
1958年（昭和33年）、44歳。合唱頌詩『オホーツクの海』を作曲。

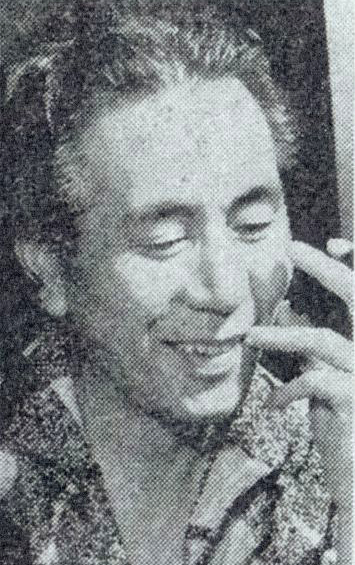
キネマ旬報社『キネマ旬報』2月下旬号(1960)より

1960年（昭和35年）、46歳。北海道大学合唱団委託作品、独唱曲『シレトコ半島漁夫の歌』を作曲。バレエ音楽『日本の太鼓「狐剱舞」』を作曲。
1961年（昭和36年）、47歳。合唱曲『北海道賛歌』を作曲。ピアノ協奏曲『ピアノと管絃楽のための「リトミカ・オスティナータ」』を作曲。
1965年（昭和40年）、51歳。母・キワ死去。
1967年（昭和42年）、53歳。ギター独奏曲『古代日本旋法による蹈歌』を作曲（1990年に二十絃箏用に編曲）。
1968年（昭和43年）、54歳。『管絃楽法』（音楽之友社）の上巻増補改訂版と下巻を刊行。
1969年（昭和44年）、55歳。ギター独奏曲『箜篌歌』を作曲。
1970年（昭和45年）、56歳。大阪万博のパビリオン「三菱未来館・日本の自然と日本人の夢」の音楽を手がける。ギター独奏曲『ギターのためのトッカータ』を作曲。
1972年（昭和47年）、58歳。吹奏楽曲『ブーレスク風ロンド』を作曲。バレエ音楽『日本二十六聖人』を作曲。
1973年（昭和48年）、59歳。邦楽器合奏曲『郢曲「鬢多々良」』を作曲。
1974年（昭和49年）、60歳。東京音楽大学作曲科教授就任。
1976年（昭和51年）、62歳。同大学長就任。マリンバ協奏曲『オーケストラとマリンバのための「ラウダ・コンチェルタータ」』を作曲。
1979年（昭和54年）、65歳。『ヴァイオリン協奏曲第二番』を作曲。二十絃箏曲『物伝舞』を作曲。
1980年（昭和55年）、66歳。リュート独奏曲『バロック・リュートのためのファンタジア』を作曲。紫綬褒章受章。芥川也寸志と新交響楽団による「日本の交響作品展4 伊福部昭」が開催される。
1982年（昭和57年）、68歳。二十絃箏協奏曲『二十絃箏とオーケストラのための交響的エグログ』を作曲。
1983年（昭和58年）、69歳。管弦楽曲『SF交響ファンタジー』を作曲。ゴジラ30周年記念「伊福部昭SF特撮映画音楽の夕べ」が開催される。また、音楽グループ「ヒカシュー」のメンバー（当時）の井上誠によって、トリビュートアルバム『ゴジラ伝説』全3作がリリースされ、若い世代にも伊福部の名前が知られるきっかけとなった。
1985年（昭和60年）、71歳。『ヴァイオリンとピアノのためのソナタ』を作曲。東京音楽大学民族音楽研究所所長就任。
1987年（昭和62年）、73歳。勲三等瑞宝章受章。
1988年（昭和63年）、74歳。2月に開催された叙勲祝賀コンサートで、9人の弟子たちによる「讃」が演奏される。
1989年（平成元年）、75歳。
1990年（平成2年）、76歳。管絃司判『鞆の音』を作曲。
1991年（平成3年）、77歳。『ゴジラVSキングギドラ』で13年ぶりに映画音楽を担当。以後、『ゴジラvsスペースゴジラ』（1994年）を除き、『ゴジラvsデストロイア』（1995年）までのゴジラシリーズ（平成VSシリーズ）の音楽を手掛けた。
1992年（平成4年）、78歳。独唱曲『摩周湖』を作曲。
1993年（平成5年）、79歳。交響的音画『釧路湿原』を作曲。
1994年（平成6年）、80歳。独唱曲『因幡万葉の歌五首』を作曲。
1996年（平成8年）、82歳。日本文化デザイン賞大賞受賞。
1997年（平成9年）、83歳。二十五絃箏曲『胡哦』を作曲。「伊福部昭音楽祭」（札幌交響楽団、札幌コンサートホールKitara。北海道文化放送・北海道新聞社主催）開催。『ピアノと管絃楽のための協奏風交響曲』が55年ぶりに再演される。
1999年（平成11年）、85歳。二十五絃箏曲『琵琶行』を作曲。
2000年（平成12年）、86歳。独唱曲『蒼鷺』を作曲。独唱曲『聖なる泉』を作曲。妻・アイ死去。
2002年（平成14年）、88歳。「伊福部昭米寿記念演奏会」（新交響楽団、紀尾井ホール）。
2003年（平成15年）、89歳。チェンバロ独奏曲『小ロマンス』を作曲。文化功労者顕彰。
2004年（平成16年）、90歳。「文化功労者顕彰お祝いコンサート」開催（第一生命ホール）。「伊福部昭 『卆寿』を祝うバースディ・コンサート」開催（日本フィルハーモニー交響楽団、サントリーホール）。
2005年（平成17年）、91歳。11月、幼少期を過ごした北海道音更町で、「伊福部昭音楽祭 in 音更」（札幌交響楽団、高関健指揮）開催。『管弦楽のための日本組曲』、『リトミカ・オスティナータ』（ピアノ：川上敦子）、『シンフォニア・タプカーラ』などが演奏される。

### 晩年
晩年は旧作の改版も多く手がけ、デビュー作の『ピアノ組曲』に77歳になってオーケストレーションを施した『日本組曲』をはじめ、年を重ねてからも大作を書く筆は衰えなかった。この時期の改作としては、野坂惠子が開発した二十絃箏や二十五絃箏など箏の改良楽器およびその合奏のための作品が多い。1997年（平成9年）にそれまで戦時中に失われたとされていた『ピアノと管絃楽のための協奏風交響曲』の楽譜がNHKの資料倉庫から発見されるなど、晩年になってから多数の初期作品が蘇演される幸運にも恵まれた。
2006年（平成18年）、前年ごろから体調を崩し始め、1月19日に腸閉塞のため東京都目黒区の病院に入院するも、2月8日夜に多臓器不全のため死去。91歳没。葬儀委員長は松村禎三（東京芸術大名誉教授）。従四位に叙された。
遺作は結果として、2004年（平成16年）初演の二十五絃箏甲乙奏合『ヨカナーンの首級を得て、乱れるサロメ — バレエ・サロメに依る』である。しかし、川上敦子に献呈する予定だった『土俗的三連画』のピアノリダクション版、ならびに野坂恵子に献呈する予定だった二十五絃箏曲『ラプソディア・シャアンルルー』（「シャアンルルー」はアイヌ語で十勝平野の意）は、病床において構想の段階を過ぎて、書き始める直前であったという。
伊福部の死去に対して、「日本の作曲界を牽引した功績はとても大きい」（作曲家・池辺晋一郎）、「映画音楽の大山脈をなした方でした」（映画監督・熊井啓）など、各界から追悼のコメントが寄せられた。
墓所は鳥取市国府町の宇倍神社にある。

### 没後
2007年（平成19年）、サントリーホールにて「第1回伊福部昭音楽祭」が開かれた。
2008年（平成20年）、『完本 管絃楽法』（音楽之友社）を刊行。杉並公会堂にて「第2回伊福部昭音楽祭」開催。コンサートの他、シンポジウム「伊福部昭が残したもの - 未公開映像に見る伊福部昭の素顔」が開かれた。
2013年（平成25年）、5月2日、杉並公会堂にて「伊福部昭生誕99年 白寿コンサート」（伊福部昭生誕99・100年音楽祭実行委員会〈現・伊福部昭百年紀実行委員会〉主催）が開かれた。6月1日、ミューザ川崎シンフォニーホールにて「伊福部昭 生誕100年記念プレコンサート」が開催。舞踊音楽『プロメテの火』が50年ぶりに再演された。
2014年（平成26年）。生誕100周年を迎えるこの年は、数多くの記念コンサート・イベントが行われた。またメモリアルイヤーを記念し、多くのCDがリリースされた。コンサート・イベントについて、主要なものを以下に述べる。
- 演奏会
  - 新交響楽団は、1月19日に東京芸術劇場コンサートホールにて、「第224回演奏会〜伊福部昭生誕100年〜」（指揮・湯浅卓雄、マリンバ・安倍圭子）を開催した[69]。
  - 「伊福部昭百年紀実行委員会」（実行委員長・今井重幸、副委員長・永冨正之、眞鍋理一郎）は、2月1日、7月21日、11月24日と3回にわたり、メモリアルコンサート「伊福部昭百年紀」を開催[出典 19]。
  - 日本フィルハーモニー交響楽団は、2月27日に横浜みなとみらいホールで、「グレート・アーティスト・シリーズVol.2〜楽壇を育てた日本の巨匠たち〜伊福部昭 生誕100年メモリアル・コンサート」（指揮・井上道義[注釈 20]、マリンバ・安倍圭子）を開催した[72][73]。
  - 伊福部の母校である北海道大学では、北大合唱団の創立100周年記念も併せ、5月11日に札幌コンサートホールKitaraでの北大合唱団OB会第10回演奏会において、石川健次の指揮により、バリトン独唱用の歌曲《シレトコ半島の漁夫の歌》（合唱版、堀井友徳編曲）が上演された[74]。
  - 札幌交響楽団は、5月30日と伊福部の生誕日である5月31日の2日間にわたって、札幌コンサートホールKitaraで、「第569回定期演奏会〜伊福部昭生誕100年記念〜」（指揮・高関健、ヴァイオリン・加藤知子）を開催した[出典 20]。
  - 伊福部の出身地の北海道釧路市の「まなぼっと幣舞」大ホールでも、5月31日に「伊福部昭 幣舞生誕百年記念コンサート」が開催された[出典 21]。同市在住で伊福部の教え子である石丸基司の企画によるもので、東京や道内の音楽家の他、釧路市民吹奏楽団など地域の音楽団体を中心に約100人の市民が出演した[76][79]。なお、会場となる「まなぼっと幣舞」周辺は、釧路警察署近くにあった伊福部の生家に程近い場所であるという[76]。
  - 東京交響楽団は、5月31日にミューザ川崎シンフォニーホールで、「伊福部昭 生誕100年記念コンサート」（指揮・大植英次）を開催した[80]。

- イベント
  - 7月19日から9月28日にかけて、伊福部の郷里・北海道で開催された『札幌国際芸術祭』（ゲストディレクター・坂本龍一）では、メインイベントの一つとして、北海道庁赤れんが庁舎において、「伊福部昭展」が開催された[出典 22]。また、9月23日には、伊福部の長女で陶芸家の伊福部玲を招いたトークショーと、貴重な音源を集めたレコードコンサートで構成された「トーク＆レクチャー 伊福部昭レコードナイト」が開催された[84][85]。
  - 9月19日から29日にかけて、パルコギャラリーXにおいて、「ゴジラ伝説と伊福部昭の世界展?GODZILLA GENERATION?」が開催された[86]。

2019年（令和元年）、アメリカ映画『ゴジラ キング・オブ・モンスターズ』において、伊福部の作曲した「ゴジラのテーマ」が海を越えてアレンジ版となって使用された。
2021年（令和3年）、伊福部昭の作品資料1,243点&愛用ピアノが、遺族から東京音楽大学に寄贈された。

### 栄典
- 1980年（昭和55年） - 紫綬褒章
- 1987年（昭和62年） - 勲三等瑞宝章
- 1996年（平成8年） - 日本文化デザイン大賞
- 2003年（平成15年） - 文化功労者
- 2006年（平成18年） - 第48回日本レコード大賞特別功労賞
- 2006年（平成18年） - 叙従四位、授銀杯一組
- 2007年（平成19年） - 第30回日本アカデミー賞会長特別賞

## 人物
- 幼少期に西洋音楽に触れず、アジアの田舎の感性で育ったと述べている[35]。動物とも近い距離感で生活していたことから動物を愛好しており、幼少期にはヘビや鳥などを多く飼っていた[35]。『ゴジラ』の映像を最初に観たときも、怖さよりも魅力的に感じたという[35]。
- 終戦時にGHQによる戦時科学研究の検査で、使用した資材の量をトン単位で聞かれたことで桁が違うことを痛感し、日本の敗戦はテクノロジーの差であったという印象が強くなったという[35]。そのため『ゴジラ』では、現実的な人間のテクノロジーがゴジラに通用しない様が痛快であったといい、アンチ文明の思想に人並み以上の共感を覚えたと述べている[35]。
- 「芸術はその民族の特殊性を通過して共通の人間性に到達しなくてはならない」を信条とし、「大楽必易 大礼必簡」（「すぐれた音楽は平易なもので、すぐれた礼節は簡略なものである」という意の司馬遷の言葉）を座右の銘としていた[88]。また、伊福部家の家学は老子であり、これをはじめとして多くの中国古典に精通していた[62]。自宅の書斎には「無為」という諸橋轍次の書があり、いつもこの書を見てから仕事を始めた[62]。
- 政治的スタンスについては自ら明言することはなかった。2005年（平成17年）には、音楽家有志によって結成された「音楽・九条の会」の呼びかけ人として参加している[89]。
- 自身は神道を信仰していたが、神道やそれ以外も含め宗教映画も多く手がけた（『日本誕生』、『釈迦』、『人間革命』など）。『続・人間革命』は降板させられたが、これは天理教の映画『扉はひらかれた』に参加したためだといわれている。自身は「八百万の神ということで誰をやってもいいんです」と語っている。
- タバコ[注釈 21]をこよなく愛するヘビースモーカーで[4]、インタビューの写真・映像では、大体片手にタバコを持っている。演劇研究所で伊福部に師事した俳優の宝田明は、伊福部と円谷英二はタバコのイメージであったと述懐している[90]。また若いころはかなりの酒豪だったが、それでも北海道の森林官のレベルで見ると強いとは言えないそうである。チョコレートなどの甘いものが好物で、仕事の際には机の引き出しに入れ、よく食べていたという。
- 「怪獣に被せる音楽は抑え気味にしたほうがよい場合があるんですが、女優さんなんかで演技力がないと、それをカバーするために音楽の量を上げないといけないから大変です」と語っていた。1980年代後半に『題名のない音楽会』に出演した際も、司会を務める門下生の黛敏郎に、「先生は大変な毒舌家でございまして……」と紹介され、この番組の中でも、「演技者に被せる劇伴音楽のボルテージというものは、その俳優さんの演技力に反比例するもののようです」と、早速毒舌を披露していた[出典無効]。平成ゴジラシリーズの監督を務めた大河原孝夫は、伊福部の作品に対する評価は手厳しいものであったと述懐している[91]。
- 門下生である広上淳一が日本フィルハーモニー交響楽団を指揮して録音した4枚組みCD『伊福部昭の芸術』は、日本の現代音楽作品としては異例の売り上げを記録した。伊福部はこのことについて、「戦後日本は憧れであちこちから音楽を集めてきたが、全て切り花、根無し草で終わった。それで前から根の生えていたものを探したら、我々がいたということではないか」と述べている[92]。また、1935年に発表した『日本狂詩曲』が、45年経った1980年にようやく日本で初演され、以後度々演奏されるようになったことについては、「それだけ長い期間、演奏機会に恵まれなかったのは、やはり私の音楽が、あまり日本のクラシック音楽界から好まれていなかったことの証明だろうと思っています。近年の傾向は、ロック・ミュージックの影響で、私のリズムを強調する音楽に違和感を覚えぬ方が増えたとか、日本人の耳が私の音楽を受け入れる方向に変わってきたせいではないでしょうか？」とコメントしている[58]。
- 音楽評論家の片山杜秀は、「伊福部先生の音楽は、日本的なイメージにとどまらない大陸的でスケールの大きなものだった。北海道で生まれ育ったことも大きく影響している。北方的な自然の感性をうまく音楽にしていた」と評している[63]。
- 同じ北海道出身の作曲家・佐藤勝は、直接の師弟関係はなかったものの、北方的な力強さを持った伊福部作品に大きな憧憬を寄せ、影響を受けた[93]。1993年11月には、伊丹市立文化会館で佐藤の企画・指揮により、伊福部の特撮映画音楽を演奏する「ゴジラ生誕四十周年記念コンサート」が開催されている[94]。
- 前述の通り、音楽評論家の三浦淳史は旧制札幌二中時代からの親友で、伊福部が作曲家になるきっかけを作った人物でもある。1997年に三浦が死去した時、伊福部は「兄の勲も若いころの音楽仲間も既に亡く、自分だけが残って寂しい限りです」とその死を嘆いた[95]。
- 伊福部は同じ道東出身で、北海道の自然と風土を力強く詠った詩人・更科源蔵の作品に魅せられ、彼の第二詩集『凍原の歌』に収録された作品を基に、「オホーツクの海」（1958年）、「知床半島の漁夫の歌」（1960年）、「摩周湖」（1993年）、「蒼鷺（あおさぎ）」（2000年）の4作の歌曲を発表している[96]。林務官時代に道東を回ることが多かった伊福部にとって、知床半島は特に印象の深い地であったという[96]。「摩周湖」と「蒼鷺」は、伊福部の作品に取り組んでいるソプラノ歌手・藍川由美のために書き下ろされた[96]。
- 平成ゴジラシリーズの音楽プロデューサーを務めた岩瀬政雄によれば、伊福部は徹夜で編集作業や打ち合わせを行うこともあり、スタッフが疲れてくるとジョークを言って和ませるなどしていた[97]。

### 語録
- 「作曲家は氏・素性を音楽で語らねば駄目だ」[63]
- 「真にグローバルたらんとすれば真にローカルであることだ」[98]
- 「17歳から22歳までに得たものは一生離れない」[98]
- 「楽譜をきれいに書けない者は良い音楽が書けない」[98]
- 「自然無為が大切だ」[98]
- 「香水は物凄く臭いものから作られる」[98]

### 家族・親族
伊福部家は因幡国の古代豪族・伊福部氏を先祖とする。本籍地は鳥取県岩美郡国府町（現在は鳥取市に編入）。明治前期まで代々宇倍神社の神職を務めたとされ、昭の代で67代目。祖父・信世の代に明治維新となり、神官の世襲が廃止されたことにより父・利三は北海道に転居し、警察署長や音更村（音更町の前身）村長を務めた。
長兄の伊福部宗夫は北海学園大学建設工学科教授、次兄の伊福部勲は技術者として日本夜光塗料研究所に勤務していたが30歳で早世した（昭の「交響譚詩」第2楽章は亡き勲への追悼曲）。工学博士で北海道大学電子研究所教授や東京大学先端科学技術研究センター教授を歴任した伊福部達は甥（長兄・宗夫の次男）、放送作家の伊福部崇は従孫である。なお、伊福部家の人物としては宗教家・文芸評論家・詩人の伊福部隆彦も知られている。

## 作品の特徴
シンプルなモティーフの反復・展開
これはアイヌなどの先住民族の音楽に影響されたもの。旋律はメリスマ（日本音楽でいう「こぶし」）と呼ばれる豊かな装飾を受ける。
民族的旋法の使用
作品の多くには日本の五音音階やフリギア旋法、エオリア旋法に近い旋法が用いられている。
三和音の否定
これは西洋的な響きを嫌ったためで、2度、4度、5度、8度を積極的に用いている。結果、機能和声からは自由で独特な和声進行を持ち、またドローン（持続低音）的な要素が存在することが多い。
リズムの重視
西洋音楽はリズムを無視した結果袋小路に陥った、としてリズムの復権を主張した（変拍子の多用はそのあらわれか）。そこから、次のオスティナートの使用へと繋がっていく。
オスティナートの重視
師匠のチェレプニンからは、「現代音楽のアキレス・ポイント」であるから避けるように、と指示されたが、オスティナートこそアジアの音楽で重要な書法だ、と位置づけて創作に取り入れた。
アイヌ音楽について解説した文の中で、「反復すること其れ自体に重要な意味がある」と述べている。
映画音楽でも多用しており、メロディアスで観客が覚えやすい曲となっている。
ソナタ形式の否定
これは、日本的美意識に照らし、機械的な主題再現を嫌ったためで、主題が再現されるときでもソナタ形式での狭義の再現部は見られない。また曲には主題提示→展開→発展的終結、という構成を持つものが多い。
オーケストレーション
『日本狂詩曲』以降晩年まで変わることのなかったオーケストレーション技法は著書『管絃楽法』に凝縮されている。
マイナーな楽器・奏法の多用
伊福部は様々な楽器の音を把握していたとされ、王道な演奏にとらわれず各楽器の特性を最大限に利用した楽器編成を行っていた。
弟子の1人である三木稔は、「（伊福部）先生は他の作曲家があまり使っていないところを使って音作りをしてしまう。管弦楽法の内容の全て裏をいっているのに、ひどくおいしいところを使って音作りをしているように感じる」と語っている。

## 映画音楽でのエピソード
映画音楽は300本以上の作品を手掛け、日本を代表する映画音楽の作曲家の1人である。
映画音楽の作曲にあたっては、
- インタープンクトとカウンタープンクト
- 時空間の設定
- ドラマ・シークエンスの確率
- 画そのものが発する音楽的喚起

からなる映画音楽効用四原則を理念としていた。
映画音楽デビュー作『銀嶺の果て』は、監督の谷口千吉にとっても、また主演の三船敏郎にとってもデビュー作であった。その『銀嶺の果て』の打ち上げの席で、小杉義男に、「あんた、監督さんにあんなふうに口答えするなんてどういうつもりなんだ」と、論争したことをとがめられた。しかし小杉が離れたあと、志村喬がやってきて、「音楽の入れ方で監督と論争する人は初めてだ。これからも大いに頑張りなさい」と励まされた。
1948年（昭和23年）、映画の仕事で京都に滞在していた際に、撮影所そばの小料理屋の二階で月形龍之介とこたつで酒を飲んでいると、途中から入ってきた男がいた。「またもらい酒か」などと言われながらもニコニコしながら酒をおごってもらい、名前も名乗らぬままおごり酒に酔いつつ飄逸、洒脱な話題で延々大飲した。その際の俳優や映画会社への愚痴から、伊福部は「不遇な映画人」という印象を受けたという。伊福部はその男と気が合い、その後も数年間、お互いの名前も分からないままたびたび会っては酒をおごらされていた。この男こそ特技監督の円谷英二で、当時、円谷は公職追放中の身であった。のちに映画『ゴジラ』の製作発表の現場で再会し、2人とも大変驚き、またお互いに初めて相手の名前を知ったという。
円谷英二は特撮のラッシュ・フィルム（編集前の現像されたばかりのフィルム）を、他人に決して見せなかったが、特別にラッシュを見せてもらい、作曲に活かしていた。これも数年間にわたる円谷へのおごり酒が背景にあり、冗談めかして「なにしろ円谷さんにはそういう“神の施し”があったもんですから」と語っている。また、『サンダカン八番娼館 望郷』などでコンビを組んだ熊井啓も、「作曲家はふつう、編集ずみのフィルムを見て音楽をつけるが、伊福部さんは撮影されたフィルムを全部見ていた」と証言している。
『座頭市』シリーズなどで仕事を共にした勝新太郎とは、「勝っちゃん」「先生」と呼び合う仲で、後に勝が舞台で座頭市を行う際、オープニングは伊福部のボレロでなければならない、と言うことで伊福部に音楽を依頼したという。
伊福部は、映画音楽では録音テストの際、必ず自ら指揮棒を振った。伊福部と映画作品でのコンビの長かった指揮者の森田吾一によると、その際、普通の倍の長さの指揮棒を使うのが常だった。また、このテストの際の指揮のテンポが次第に遅くなって、スクリーンに映写した画面といつも合わなくなるのだが、それは伊福部が音楽の響きをチェックしていたためだという。
これも森田によると、伊福部のスコアは作曲時間の短さにかかわらず、非常に細かくしっかりと書き込まれており、曲の途中に複雑な変拍子が入るのも特徴で、この変拍子を振るのはコツがいるものだった。
怪獣映画においては、楽曲のみならず怪獣の鳴き声や足音なども伊福部が手掛けている。『ゴジラ』では、なかなか決まらず難儀していたゴジラの鳴き声の表現に、コントラバスのスル・ポンティチェロというきしんだ奏法の音を使用することを発案したり、劇中での秘密兵器オキシジェン・デストロイヤーを水槽内で実験するシーンでは、弦楽器がグリッサンドしながら高音のきしんだトレモロを奏でた後、ピアノの低音部でトーン・クラスターを奏するなど、映画の公開された1954年（昭和29年）にはまだ現代音楽界でも認知されていなかった手法を大胆に用いたことは、世界的に見ても特筆に価するものだった。さらに『空の大怪獣 ラドン』では、ピアノ内のピアノ線を直接ゴムのバチで叩いたり、『キングコングの逆襲』のメインタイトル曲では、同じくグランドピアノ内の弦を100円玉でしごくという奏法を使用している。怪獣の効果音で最も苦労したものとして、『キングコング対ゴジラ』の大ダコを挙げている。
映画監督の本多猪四郎によれば、伊福部は打ち合わせの際に映画内でどのような擬音（効果音）を用いるのか細かに尋ね、効果音と同質の音楽で相殺しないよう相反する性質の音をつけていったという。平成ゴジラシリーズの監督を務めた大河原孝夫は、伊福部について演出家の意図を尊重していたといい、たとえ楽曲を用意していたシーンでも不要と判断すれば曲を外すことに異論は出さなかったという。
怪獣映画においては、怪獣ごとにライト・モティーフを設け、対決シーンではそれらを紡ぎあげてバトル音楽とする手法をとることが多い。また、怪獣との戦いの合間に人物の会話が行われるような場合でも、カットごとに音楽を区切ることはせず、1つのシーンとして楽曲を長くつけるのも特徴である。
「◯◯マーチ」と通称される曲も多いようにマーチ調の楽曲も得意としているが、伊福部はマーチを書く際は軍隊行進曲にならないことを最も注意していたという。
『フランケンシュタイン対地底怪獣』では、伊福部はフランケンシュタインのテーマ曲のためにバス・フルートという通常のフルートより低音の楽器を日本の映画界で初使用している。この楽器は当時日本には1本しかなかった非常に珍しいもので、音量の低さからオーケストラ演奏では稀にしか用いられないものだが、伊福部は「映画音楽しかできませんね」と、マイクロフォンを用いることで効果的な旋律を実現している。
伊福部による怪獣映画の楽曲では、管楽器の低音を用いることが多いため、昭和期の気の知れた演奏家たちからは「チューバやトロンボーンのギャランティは倍にしてくれ」と言われたこともあったという。ゴジラシリーズの楽曲については、きれいな音ではないほうが良いこともあると語っている。
『ゴジラ』での「平和の祈り」など、人間の本質を表現するために合唱曲を用いることも多い。一方で、本多によれば、映画『モスラ』で伊福部は「わたくしはああいう歌はダメです」といって音楽担当を辞退したという。『ゴジラvsモスラ』で「モスラの歌」（古関裕而作曲）をアレンジした際は、宗教的なバックハーモニーを取り入れている。
伊福部は東宝作品の音楽を数多く手がけたが、黒澤明作品は、『静かなる決闘』1作のみである。映像と音楽の弁証法的な融合を目指した黒澤にとって、伊福部の訴求力・完結性の高い音楽は相容れないものであったと考えられる。伊福部自身も、黒澤作品における音楽の付けにくさについては後に証言している。だが、音楽にも造詣の深い黒澤は、作曲家としての伊福部の能力を非常に高く評価しており、『静かなる決闘』における土俗的な音楽についても一定の評価をしていた。また、伊福部の映画音楽デビュー作『銀嶺の果て』（谷口千吉監督）は、黒澤が脚本を手がけ、製作にも関わっていたが、あるシーンに入れる音楽のことで伊福部と監督の谷口が対立した際、黒澤は全面的に伊福部を支持している。この時は結局伊福部の主張が通った形となったが、出来上がった音楽は谷口をも十分納得させるものであった。
書籍『東宝特撮映画全史』での寄稿「特撮映画の音楽」で、特撮映画の音楽について感ずることとして、
- 一般映画においては納得しがたい観念的な芸術論に悩まされることが多いが、特撮映画ではこれはほぼ皆無である
- ドラマツルギーに支配されすぎると、音楽は自律性を失いスポイルされるものだが、特撮映画にはその危険性はなく伸び伸びと作曲ができる
- 音楽は本来、音楽以外表現できないものだが、スクリーンの映像と結合すると「効用音楽」として不思議な効果を生む

と述べ、「音楽としての自立性を失わずに、こういった効果を万全に利用できるのが特撮映画音楽の特質の一つである」と結論付けている。同時に「今日、テクノロジイが発達しすぎたためか、映像も音楽も無機質に流れ人間性から離れる傾向があり、今一度本来の人間性にたちかえった特撮映画の復活を望む」と締めくくっている。その後のインタビューでは、作り物である特撮が生きているような感じを与えることが自身が特撮を作曲する際の心構えであるといい、普通の楽曲では作り物に見えてしまうと語っている。
伊福部の特撮映画の作品別全長版サウンド・トラックのレコードは1980年代まで長らく発売されなかったが、これも「映画音楽は、映像と合わさって効果を生むものなので、一般音楽とは違うもの」との考えから許可を出さなかったものと述べている。
自身が担当していなかった時期のゴジラシリーズについては、作品がコミック的になっていったため自身の作風ではイメージを表現しづらいとの考えから引き受けなかったと述べている。また、『ゴジラvsキングギドラ』以前に2度ゴジラ映画のオファーがあったが、体調不良を理由に断っている。
平成に入ってからの映画音楽では、船や汽車での別れのシーンで静かな音楽をつけていたものが、速い鉄道や飛行場ではあわず、自動車ではカーラジオの音楽を流すのが主流になるなど、時代の変化とともに映画音楽の扱いも変わってきたと述べている。一方で、平成ゴジラシリーズでは観客の世代が異なっていても子供の反応は変わらず、親世代は懐かしがるため、世代間のギャップは少なく、作曲にあたって新しい手法は取り入れなかったと述べている。『vsキングギドラ』では、未来人の音楽に電子音を用いることも検討したが、最終的にはアコースティックな楽曲とした。同シリーズでは完全な新曲は少ない。『ゴジラvsモスラ』では、伊福部はゴジラに新曲をつけることを提案したが、従来の曲を使用することを要望されたと述懐している。

### 誕生日とラヴェルの逸話
誕生日は5月31日であるが、戸籍上は3月5日となっている。これは、父親が、少しでも早く学校に入れたいということで、3月5日の早生まれとして届けたからと伝えられている。
それとは別に3月7日が誕生日という説も広まっているが、これは冗談が定着してしまったものである。アメリカ・ボストンで『日本狂想曲』の初演をする時、主催者に生年月日を提出することになった。その時、友人の三浦淳史が「3月5日だって作った誕生日なのだから、いっそラヴェルと同じ3月7日と書いてしまえ」と勧め、モーリス・ラヴェルのファンであった伊福部はその通りに書いて提出したというものである。
そのためか「ゴジラのテーマ」は、ラヴェル『ピアノ協奏曲ト長調』第3楽章にある部分のメロディと似ているとの指摘がある。もともとゴジラのテーマは『ヴァイオリンと管弦楽のための協奏風狂詩曲（ヴァイオリン協奏曲第1番）』の管弦楽トゥッティ部分からの転用であり、この曲におけるリズム細胞の構築の仕方がラヴェルのピアノ協奏曲に良く似ている。「ゴジラのテーマ」の旋律はゴジラ第1作（1954年）より前に、映画の『社長と女店員』（1948年）や『蜘蛛の街』（1950年）でも使用されている。
伊福部とラヴェルの出会いは、学生時代にある邸宅で催されたレコード・コンサートを三浦淳史と共に聞きに行ったことに始まる。伊福部は最後の演目にあったベートーヴェンのヴァイオリンソナタ『春』を楽しみにしていたが、その直前にラヴェルの『ボレロ』が予定されていた。ボレロの初演からわずか数年後のことであり、もちろんモノラルのSPレコードである。作曲者の名前すら知らなかった伊福部はその演目表を見て訝しんでいたが、実際に聴いてみてその執拗な反復が持つあまりの迫力に圧倒され、ベートーヴェンは聞かずに会場を出た、と後に語っている。

## 作品一覧

### 管弦楽曲
- 日本狂詩曲 （1935年、ピアノ独奏版あり）
- 土俗的三連画 （1937年、14人の独奏者からなる室内オーケストラのための曲）
- 交響舞曲「越天楽」 （1940年）
- ピアノと管絃楽のための協奏風交響曲 （1941年、1997年にNHKの資料庫で発見され蘇演）
- 交響譚詩 （1943年）次兄伊福部勲の追悼曲。
- フィリピンに贈る祝典序曲 （1944年、2台のピアノとオーケストラのための曲。初演時のタイトルは『フィリッピン國民に贈る管絃樂序曲』。2005年に卆寿演奏会で蘇演）
- 兵士の序楽 （1944年、1997年に蘇演）
- 管絃楽のための音詩「寒帯林」 （1944年。新京での初演後[注釈 27]）
- ヴァイオリンと管絃楽のための協奏風狂詩曲（ヴァイオリン協奏曲第1番） （1948年 / 1951年 / 1971年、ヴァイオリン+ピアノ版あり[注釈 28]）
- シンフォニア・タプカーラ （1954年 / 1979年）
- ピアノと管絃楽のための「リトミカ・オスティナータ」 （1961年、2台ピアノ版あり）
- オーケストラとマリムバのための「ラウダ・コンチェルタータ」 （1976年）
- ヴァイオリン協奏曲第2番 （1978年、ヴァイオリン+ピアノ版あり）
- 二十絃箏とオーケストラのための「交響的エグログ」 （1982年）
- SF交響ファンタジー （1983年）
- 倭太鼓とオーケストラのための「ロンド・イン・ブーレスク」 （1983年、吹奏楽版から編曲）
- 日本の太鼓「ジャコモコ・ジャンコ」 （1984年、1951年のバレエ『日本の太鼓　鹿踊り』のための音楽を演奏会用に改作）
- 舞踊曲「サロメ」 （1987年、1948年のバレエ『サロメ』用音楽を演奏会用に改作）
- 交響頌偈（じゅげ）「釈迦」 （1989年、合唱と管弦楽のための作品。バレエ音楽「人間釈迦」の改作）
- 管絃楽司伴「鞆の音」 （1990年、和楽器合奏と管弦楽のための作品）
- 管絃楽のための「日本組曲」 （1991年、1933年の『ピアノ組曲』の管絃楽編曲）
- 交響ファンタジー「ゴジラvsキングギドラ」 （1991年）
- 交響的音画「釧路湿原」 （1993年、NHK制作の映像付き交響詩）
- 絃楽オーケストラのための「日本組曲」 （1998年、1933年の『ピアノ組曲』の編曲）
- 交響組曲「わんぱく王子の大蛇（おろち）退治」 （2003年、1963年東映アニメ映画のための音楽を演奏会用にまとめる）

### 吹奏楽曲
- 古典風軍樂「吉志舞（きしまい）」 （1943年）
  - 1945年8月30日、厚木海軍飛行場に降り立ったマッカーサー元帥を出迎えた際に演奏されたと当人が生前語っているが、当時の資料などから事実関係は疑問視されている[117]。
  - 後に主題の一つが映画音楽に転用された。2000年に初演）
- ブーレスク風ロンド （1972年）

### 器楽曲
- JIN（1932年、ギター曲）
- ノクチュルヌ（1933年、ギター曲）
- ピアノ組曲 （1933年）
- ヴァイオリンとピアノのための「二つの性格舞曲」（1956年）
- 古代日本旋法による蹈歌（とうか） （1967年、ギター曲、二十絃箏でも演奏可）
- 箜篌歌（くごか） （1967年、ギター曲、ハープ版・二十五絃箏版あり）
- ギターのための「トッカータ」 （1970年、二十五絃箏版あり）
- 郢曲「鬢多々良」（えいきょく・びんたたら） （1973年、和楽器合奏曲）
- 物云舞（ものいうまい） （1979年、二十絃箏曲）
- バロック・リュートのためのファンタジア （1980年、二十五絃箏版あり）
- ヴァイオリンとピアノのためのソナタ （1985年）
- 胡哦（こが） （1997年、二十五絃箏曲）
- 二面の二十五絃箏による「日本組曲」 （1991年、1933年の『ピアノ組曲』の編曲）
- 琵琶行（びわこう） （1999年、二十五絃箏曲。「白居易ノ興ニ效フ」の副題が付く）
- 二十五絃箏甲乙奏合「交響譚詩」（2001、管弦楽の編曲版）
- 小ロマンス（2002年、チェンバロ曲）
- サンタマリア（2002年、チェンバロ曲）

### 歌曲
- ギリヤーク族の古き吟誦歌 （1946年）
- サハリン島先住民の三つの揺籃歌 （1949年、初演時のタイトル[要出典]は『サハリン島土民の三つの揺籃歌』｝
- アイヌの叙事詩による対話体牧歌 （1956年、独奏ティンパニの伴奏）
- 合唱頌詩「オホーツクの海」 （1958年、更科源蔵作詞。1988年の4人編成版あり）
- 知床半島の漁夫の歌 （1960年、更科源蔵作詞）
- 摩周湖 （1992年、更科源蔵作詞。ヴィオラとハープ、もしくはヴィオラとピアノの伴奏）
- 因幡万葉の歌五首 （1994年、アルトフルートと二十五絃箏の伴奏）
- 蒼鷺（あおさぎ） （2000年、更科源蔵作詞。オーボエ・コントラバス・ピアノの伴奏）
- 聖なる泉 （2000年、ファゴット・ヴィオラ・ハープの伴奏。映画『モスラ対ゴジラ』の音楽の編曲）

### 舞台芸術のための音楽
- バレエ音楽「イゴザイダー」 （1947年）
- バレエ音楽「さまよえる群像」 （1948年）
- バレエ音楽「サロメ」 （1948年）
- バレエ音楽「憑かれたる城（バスカーナ）」 （1949年）
- 舞踏音楽「プロメテの火」 （1950年）江口隆哉振付
- 舞踏音楽「日本の太鼓 鹿踊り」 （1951年）江口隆哉振付
- バレエ音楽「人間釈迦」 （1953年）
- 劇音楽「反逆児」 （1971年）
- バレエ音楽「日本二十六聖人」 （1972年）

### 映画音楽
- 銀嶺の果て （1947年）[5]
- 幸福への招待 （1947年）
- 第二の人生 （1948年）
- 黒馬の団七 （1948年）
- 颱風圏の女 （1948年）
- 生きている画像 （1948年）
- 社長と女店員 （1948年）
- 刑事と女看守 （1949年）
- 静かなる決闘 （1949年）
- 斬られの仙太 （1949年）
- 美しき罰 （1949年）
- 深夜の告白 （1949年）
- ジャコ萬と鉄 （1949年）
- 恋狼火 （1949年）
- 育ちゆく村（短編） （1949年）
- くちびるに歌を持て（短編） （1949年）
- 俺は用心棒 （1950年）
- 魔の黄金 （1950年）
- 戦慄 （1950年）
- 遙なり母の国 （1950年）
- 乙女の性典 （1950年）
- 怒りの街 （1950年）
- 白い野獣 （1950年）
- 日本戦歿学生の手記 きけ、わだつみの声 （1950年）[5]
- てんやわんや （1950年）
- 午前零時の出獄 （1950年）
- 戦火の果て （1950年）
- 軍艦すでに煙なし （1950年）
- レ・ミゼラブル あゝ無情 （1950年）
- 愛と憎しみの彼方へ （1951年）
- 偽れる盛装 （1951年）[5]
- 阿修羅判官 （1951年）
- 風にそよぐ葦 後篇（1951年）
- 無国籍者 （1951年）
- 自由学校 （1951年）
- 誰が私を裁くのか （1951年）
- 限りなき情熱 （1951年）
- 盗まれた恋 （1951年）
- この旗に誓う （1951年）
- 源氏物語 （1951年）[5]
- 真説石川五右衛門 （1951年）
- 曠野の戦い （1952年）
- 最後の顔役 （1952年）
- 雪崩 （1952年）
- 西陣の姉妹 （1952年）
- 死の街を逃れて （1952年）
- 振袖狂女 （1952年）
- 原爆の子 （1952年）[5]
- 暴力 （1952年）
- 続・馬喰一代 （1952年）
- 激流 （1952年）
- 千羽鶴 （1953年）
- 村八分 （1953年）
- 縮図 （1953年）
- 混血児 （1953年）
- 愛情について （1953年）
- 欲望 （1953年）
- アナタハン （1953年）
- 玄海の鰐 （1953年）
- 白魚[118] （1953年）
- 蟹工船 （1953年）
- 夜明け前 （1953年）
- 魅せられたる魂 （1953年）
- 無法者 （1953年）
- 女の一生 （1953年）
- ひろしま （1953年）[5]
- セロ弾きのゴーシュ （1953年）
- 生れかわる客車 （1953年）
- お菊と播磨 （1954年）
- 足摺岬 （1954年）[5]
- 春琴物語 （1954年）
- どぶ （1954年）
- 緑の仲間 （1954年）
- 人生劇場 望郷篇 三州吉良港 （1954年）
- 泥だらけの青春 （1954年）
- 若い人たち （1954年）
- 春の渦巻 （1954年）
- つばめを動かす人たち （1954年）
- 佐久間ダム 第1～3部　(1955～1956年)
- 蛍の光 （1955年）
- 明治一代女 （1955年）
- 火の驀走 （1955年）
- 泉へのみち （1955年）
- 銀座の女 （1955年）
- 東京暴力団 （1955年）
- 女中ッ子 （1955年）
- 狼 （1955年）
- 三つの顔 （1955年）
- 王将一代 （1955年）
- 誘拐魔 （1955年）
- ブルーバ （1955年）
- 続・警察日記 （1955年）
- 弾痕街 （1955年）
- 薔薇の紘道館 （1956年）
- ビルマの竪琴（第一部・第二部） （1956年）[5]
- 黒帯三国志 （1956年）
- 銀心中 （1956年）
- 神阪四郎の犯罪 （1956年）
- 真昼の暗黒 （1956年）[5]
- 流離の岸 （1956年）
- 鬼火 （1956年）
- 青春の音 （1956年）
- 好人物の夫婦 （1956年）
- 惚れるな弥ン八 （1956年）
- 霧の音 （1956年）
- 女優 （1956年）
- 大阪物語 （1957年）
- 柳生武芸帳 （1957年）
- 憎いもの （1957年）
- 地獄花 （1957年）
- 殺したのは誰だ （1957年）
- 海の野郎ども （1957年）
- 最後の脱走 （1957年）
- 爆音と大地 （1957年）
- 下町 （1957年）
- 地上 （1957年）
- 柳生武芸帳 双龍秘剱 （1958年）
- 悲しみは女だけに （1958年）
- 二人だけの橋 （1958年）
- 氷壁 （1958年）
- 夜の鼓 （1958年）
- 福沢諭吉の少年時代 （1958年）
- 季節風の彼方に （1958年）
- 暗黒街の顔役（1959年）
- コタンの口笛 （1959年）
- 女と海賊 （1959年）
- 或る剣豪の生涯 （1959年）
- その壁を砕け （1959年）
- 殺されたスチュワーデス 白か黒か （1959年）
- 親鸞 （1960年）
- 疵千両 （1960年）
- 続 親鸞 （1960年）
- 炎の城 （1960年）
- 忠直卿行状記 (映画)（1960年）
- 悪名 (1961年)
- 宮本武蔵 （東映版、1961年）
- 反逆児 （1961年）
- 二人の息子 （1961年）
- 雪にいどむ （1961年）
- 座頭市シリーズ （1962年 - 1973年）
  - 座頭市物語 （1962年）
  - 新・座頭市物語 （1963年）
  - 座頭市兇状旅 （1963年）
  - 座頭市喧嘩旅 （1963年）
  - 座頭市血笑旅 （1964年）
  - 座頭市二段斬り （1965年）
  - 座頭市地獄旅 （1965年）
  - 座頭市の歌が聞える （1966年）
  - 座頭市血煙り街道 （1967年）
  - 座頭市と用心棒 （1970年）
  - 新座頭市物語 笠間の血祭り （1973年）
- 婦系図 （1962年）
- ちいさこべ （1962年）
- 秦・始皇帝 （1962年）
- 忠臣蔵 花の巻・雪の巻 （東宝版、1962年）
- 王将 （1962年）
- わんぱく王子の大蛇退治 （1963年）
- この首一万石 （1963年）
- 手討 （1963年）
- 妖僧 （1963年）
- 十三人の刺客 （1963年）
- 帝銀事件 死刑囚 （1964年）
- 忍びの者 霧隠才蔵 （1964年）
- 渚を駈ける女 （1964年）
- 駿河遊狹伝・破れ鉄火 （1964年）
- 乞食大将 （1964年）
- 妲己 （香港映画、1964年）
- 徳川家康（1965年）
- 日本列島 （1965年）
- 無法松の一生 （1965年）
- 眠狂四郎多情剣 （1966年）
- 大殺陣 雄呂血 （1966年）
- 一万三千人の容疑者 （1966年）
- 眠狂四郎無頼剣 （1966年）
- 十一人の侍 （1967年）
- 怪談雪女郎 （1968年）
- 河内フーテン族 （1968年）
- 若者よ挑戦せよ （1968年）
- 超高層のあけぼの （1969年）
- 鬼の棲む館 （1969年）
- 商魂一代・天下の暴れん坊 （1970年）
- 人間革命 （1973年）
- 狼よ落日を斬れ 風雪篇・激情篇・怒濤篇 （1974年）
- サンダカン八番娼館 望郷 （1974年）
- 扉はひらかれた （1975年）
- お吟さま （1978年）
- 土俗の乱声 （1991年）

#### 特撮映画
| ゴジラシリーズ - ゴジラ （1954年） - キングコング対ゴジラ （1962年） - モスラ対ゴジラ （1964年） - 三大怪獣 地球最大の決戦 （1964年） - 怪獣大戦争 （1965年） - 怪獣総進撃 （1968年） - 地球攻撃命令 ゴジラ対ガイガン（1972年） - メカゴジラの逆襲 （1975年） - ゴジラvsキングギドラ （1991年） - ゴジラvsモスラ （1992年） - ゴジラvsメカゴジラ （1993年） - ゴジラvsデストロイア （1995年） | その他 - 虹男 （1949年） - 美女と怪龍 （1955年） - 空の大怪獣 ラドン （1956年） - 地球防衛軍 （1957年） - 大怪獣バラン （1958年） - 日本誕生 （1959年） - 宇宙大戦争 （1959年） - 大坂城物語 （1961年） - 鯨神 （1962年） - 妖星ゴラス（1962年） - 釈迦 （大映作品、1963年） - 海底軍艦 （1963年） - 宇宙大怪獣ドゴラ （1964年） - フランケンシュタイン対地底怪獣 （1965年） - フランケンシュタインの怪獣 サンダ対ガイラ （1966年） - 奇巌城の冒険 （1966年） - 大魔神 （1966年） - 大魔神怒る （1966年） - 大魔神逆襲 （1966年） - キングコングの逆襲 （1967年） - 緯度0大作戦 （1969年） - ゲゾラ・ガニメ・カメーバ 決戦!南海の大怪獣 (1970年) |

### 放送のための音楽
- ラジオ
  - ヌタック・カムシュペ（1953年（昭和28年）11月30日・HBCラジオ）
  - 夜の笛（1954年・HBCラジオ）
  - 人工衛星の恋（1955年（昭和30年）・HBCラジオ）
  - コタン・コル・カムイの嘆き（1956年・HBCラジオ）
  - ウポポ（1952年（昭和27年） - 2002年（平成14年）・HBCラジオ）※ジャンクション音源
- テレビ
  - テレビ劇場 争わぬ男（1955年2月5日・NHK）
  - 密林を越えて（1958年〈昭和33年〉10月24日・NHK）
  - 密漁の浜（1960年〈昭和35年〉3月22日・NHK）
  - 日本風土記 網走（1961年〈昭和36年〉2月17日・NHK）
  - こどものためのドラマ 蒼い芽（1962年〈昭和37年〉・NHK）
  - 交響的音画 釧路湿原（1993年〈平成5年〉5月30日・NHK）

### 過去作品の音楽を流用した映画・テレビ作品
ゴジラシリーズ
- 地球攻撃命令 ゴジラ対ガイガン （1972年）
  - 過去に伊福部が担当した、映画作品および大阪万博の三菱館のサークロマ用音楽から流用されている。伊福部はオールラッシュとダビングに立ち会っている。
- ゴジラvsビオランテ （1989年）
  - CD『オスティナート』から抜粋した楽曲を流用。
  - 「ゴジラ・タイトルテーマ」「ゴジラ対特車隊」「怪獣大戦争マーチ」が使用されている。
- ゴジラvsスペースゴジラ （1994年）
  - 「聖なる泉」（『ゴジラvsモスラ』から）と「ゴジラの猛威 I」（『ゴジラvsメカゴジラ』から）が使用されている。
- ゴジラ2000 ミレニアム （1999年）
- ゴジラ×メガギラス G消滅作戦 （2000年）
- ゴジラ・モスラ・キングギドラ 大怪獣総攻撃 （2001年）
- ゴジラ FINAL WARS （2004年）
- シン・ゴジラ（2016年）
  - 『ゴジラ』（1954年）、『キングコング対ゴジラ』、『メカゴジラの逆襲』、『宇宙大戦争』、『三大怪獣 地球最大の決戦』、『怪獣大戦争』、『ゴジラvsメカゴジラ』が使用されている。
- ゴジラ キング・オブ・モンスターズ （2019年）
- ゴジラ-1.0（2023年）
  - 『ゴジラ』（1954年）、『モスラ対ゴジラ』、『キングコング対ゴジラ』が使用されている。

その他
- 魔法使いサリー (1966年、テレビアニメ)
- マジンガーZ（1972年、テレビアニメ）
  - 第1話他で『わんぱく王子の大蛇退治』の楽曲を流用。
- きまぐれオレンジ☆ロード（1988年、テレビアニメ）
  - 第40話 初夢だよ! 大怪獣ジンゴロの逆襲 で『空の大怪獣 ラドン』他の楽曲を使用。
- 三丁目の夕日（1990年、テレビアニメ）
  - 『宇宙大戦争』の楽曲などを流用。
- 鉄人28号 白昼の残月 （2007年）
  - 流用に当たっては伊福部の了解を得たとのこと。
- クレヨンしんちゃん 爆発!温泉わくわく大決戦（1999年）
  - 『ゴジラ』（1954年）や『怪獣大戦争』のテーマ曲を使用。
- クレヨンしんちゃん 嵐を呼ぶ モーレツ!オトナ帝国の逆襲（2001年）
  - 『モスラ対ゴジラ』のテーマ曲や『聖なる泉』を使用。
- ナースウィッチ小麦ちゃんマジカルて (2004年 OVA,テレビアニメ)
- 劇場版 超星艦隊セイザーX 戦え!星の戦士たち （2005年）
- 日立テレビコマーシャル（2006年）
  - 黒澤明監督の映像とともに、『宇宙大戦争』のテーマ曲を使用。
- ALWAYS 続・三丁目の夕日（2007年）
- 長髪大怪獣ゲハラ（2009年）
- 劇場版 新幹線変形ロボ シンカリオン 未来からきた神速のALFA-X  (2019年)

他多数。

### 映画、放送以外の音楽
- 影絵劇『せむしの子馬』劇伴音楽（1953年〈昭和28年〉初演）
  - 藤城清治主宰の木馬座による影絵劇。初演は生演奏。再演時は録音も使用された。
- 大阪万国博覧会、三菱未来館「日本の自然と日本人の未来」（1970年〈昭和45年〉）
  - 『ゴジラ対ヘドラ』予告編や『地球攻撃命令 ゴジラ対ガイガン』の劇伴音楽に流用された。
- 沖縄国際海洋博覧会、三菱海洋未来館、「海へのいざない」（1975年〈昭和50年〉)
- 新歌舞伎『反逆児』劇伴音楽、伊藤大輔演出、中村錦之助（後に萬屋錦之介）主演（1964年〈昭和39年〉初演）
- 新歌舞伎『座頭市物語』劇伴音楽、猿若清方/奥村利夫演出、勝新太郎主演（1972年〈昭和47年〉初演）
- 新歌舞伎『座頭市喧嘩ばやし』劇伴音楽、猿若清方/奥村利夫 演出、勝新太郎主演（1972年〈昭和47年〉）
- 新歌舞伎『織田信長』劇伴音楽、伊藤大輔 演出、中村錦之助 主演（1966年〈昭和41年〉）
- 新歌舞伎『織田信長本能寺の変』劇伴音楽、伊藤大輔 演出、中村錦之助 主演（1967年〈昭和42年〉）
- 新歌舞伎『柳 三十三間堂の由来』劇伴音楽、伊藤大輔 演出、坂東蓑助主演（1968年〈昭和43年〉）
- 新歌舞伎『最後の将軍 徳川慶喜』劇伴音楽、伊藤大輔 演出、中村錦之助 主演（1969年〈昭和44年〉）
- 新歌舞伎『任侠木曾街道中乗り新三』劇伴音楽、伊藤大輔 演出、中村賀津雄主演（1975年〈昭和50年〉）
- 新歌舞伎『新雪 南部坂』劇伴音楽、伊藤大輔 演出、萬屋錦之介 主演（1976年〈昭和51年〉）
- 新歌舞伎『若親分』劇伴音楽、郷田悳演出、市川雷蔵主演（1976年〈昭和51年〉）

### その他
- 市歌
  - 帯広市市歌（1952年〈昭和27年〉3月31日制定）詞：外山雅一
- 町歌
  - 音更町町歌（1970年〈昭和45年〉9月18日制定）詞：三村洋
  - 池田町町歌 詞：清原千晴
- 校歌（小学校・中学校・高校・大学）
  - 札幌市立琴似小学校校歌
  - 釧路市立湖畔小学校校歌（湖畔國民学校校歌）詞：風巻景次郎
  - 釧路市立美原小学校校歌 詞：更科源蔵
  - 鵡川小学校校歌 詞：更科源蔵
  - 福島市立平野小学校校歌 詞：清水延晴
  - 山梨県韮崎市立韮崎北西小学校校歌 詞：小池藤五郎
  - 世田谷区立玉堤小学校校歌 詞：阿部ナヲ（原作）／長田美雄（補作）
  - 北海道名寄市立名寄東中学校校歌　詞：入江好之
  - 札幌市立向陵中学校校歌　詞：飯田広太郎
  - 那智勝浦町立宇久井中学校校歌 詞：瀧川貞蔵
  - 北海道立阿寒高等学校校歌 詞：柏倉俊三
  - 札幌創成高等学校校歌 詞：清水武
  - 北海道立新得高等学校校歌　詞：阿部戸一
  - 名寄女子短期大学校歌　詞：小池栄寿
- その他の団体（社歌・組合歌）
  - 北海道讃歌　詞：森みつ
  - 大洋紡績株式会社社歌 詞：佐藤勇介
  - 全開発の歌　詞：沢谷純一

## 関連書籍

### 著作物・寄稿文
- 『音楽入門 : 音楽鑑賞の立場』要書房、1951年
  - 復刊：現代文化振興会、1985年／全音楽譜出版社、2003年／角川ソフィア文庫、2016年
- 『管絃楽法』音楽之友社、1953年
- 『管絃楽法 上巻 1968増補』音楽之友社、1968年
  - 1953年刊の内容を増補し、新たに刊行された下巻に対して上巻としたもの
- 『管絃楽法 下巻』音楽之友社、1968年、新版1987年
- 『[完本] 管絃楽法』音楽之友社、2008年（1953/1968年の改訂版）
- 「特撮映画の音楽」『東宝特撮映画全史』東宝、1983年
- 『伊福部昭綴る - 伊福部昭 論文・随筆集』ワイズ出版、2013年
- 『伊福部昭語る - 伊福部昭 映画音楽回顧録』ワイズ出版、2014年
- 『伊福部昭綴るII - 伊福部昭 論文・随筆集』ワイズ出版、2016年
- 「プロコフィエフ」『芸術新潮』（1952年7月号）
- 「二千年前の舞踊」『芸術新潮』（1954年12月号）
- 「ロマン主義の否定、あるいはこれとの訣別」『音楽芸術』（1971年6月号）

### 伊福部昭インタビュー
- 伊福部昭「北の譜」『私のなかの歴史（7）』 北海道新聞社（1987年）
- 伊福部昭、小宮多美江「伊福部昭」 『作曲家との対話』（1982年）
- 伊福部昭『宇宙船』VOL.23 - VOL.26まで連載（1984年 - 1985年）
- 伊福部昭「エド・ゴジシャスキー」『G-FAN』1995年
- 伊福部昭、鹿島一彦「日本現代音楽の変容(3) 伊福部昭」 『音楽の世界』（1993年10月号）
- 伊福部昭、諸石幸生「民族の血に流れる音楽」 『音楽の友』（2003年7月号〜9月号）
- 「家の履歴書」 『週刊文春』（通巻第1971号）
- 「伊福部昭」 『サライ』（2004年1/8号）
- 伊福部昭、松平頼暁「名誉会員インタヴュー」『日本現代音楽協会会報 NEW COMPOSER Vol.5』（2004年）
- DVD『ゴジラ』（第1作）特典映像
- DVD『大魔神怒る』特典映像
- LD『海底軍艦』ライナーノート

### 伊福部昭についての書籍・寄稿文
- 相良侑亮（編）『伊福部昭の宇宙』（音楽之友社、1992年）
- 木部与巴仁『伊福部昭・音楽家の誕生』（新潮社、1997年）
  - 木部与巴仁『伊福部昭・音楽家の誕生／タプカーラの彼方へ』新編（本の風景社、2002年）
- 木部与巴仁『伊福部昭・時代を超えた音楽』（本の風景社、2004年）
- 木部与巴仁『伊福部昭の音楽史』（春秋社、2014年）
- 小林淳（著）、井上誠（共編）『伊福部昭の映画音楽』（ワイズ出版、1998年。新編・映画文庫、2019年）
- 小林淳『日本映画音楽の巨星たち（2）伊福部昭・芥川也寸志・黛敏郎』(ワイズ出版、2001年）
- 小林淳『伊福部昭 音楽と映像の交響〈上・下〉』(ワイズ出版、2004-2005年）
- 小林淳『ゴジラの音楽』(作品社、2010年)
- 小林淳『伊福部昭と戦後日本映画』(アルファベータ、2014年)
- 柴橋伴夫『生の岸辺－伊福部昭の風景（パサージュ）』(藤田印刷エクセレントブックス、2015年)
- 『伊福部昭 ゴジラの守護神・日本作曲界の巨匠　文藝別冊』（片山杜秀責任編集、河出書房新社、2014年）
  - 大友良英「親は選べないんです――伊福部昭とあの時代の映画音楽」
  - 上野耕路「伊福部さんから教わったこと」
  - 井上道義「日本人の作曲家の中では得難い存在です」
  - あがた森魚「誰彼と連帯したい郷愁のようなもの――僕らのうちにある伊福部昭の音楽」
  - 吉松隆「管絃楽とゴジラとラヴェルの鉄人」
  - 高瀬昌弘「伊福部昭氏の想い出」
  - 伊福部達「伊福部音楽の底に流れるもの」
  - 片山杜秀「正統で異端――「三・一一」後のための伊福部昭入門」
  - 佐藤忠良「三人の約束」（再録）
  - 芥川也寸志「大分、骨が折れたようで」（再録）
  - 松村禎三「教わったこと」（再録）
  - 新藤兼人「風に乗ってきた北の匂い」（再録）
  - 本多猪四郎「伊福部さんと私」（再録）
  - 実相寺昭雄「“芸術になる”という自戒」（再録）
- 西村雄一郎『北の前奏曲　早坂文雄と伊福部昭の青春』（音楽之友社、2023年）
- 片山杜秀『大楽必易　わたくしの伊福部昭伝』（新潮社、2024年）

以下は論文・随想
- 富樫康「伊福部昭」『日本の作曲家』（1956年）
- 三浦淳史「伊福部昭とメフィスト」 『音楽芸術』（1957年5月号）
- 高瀬まり子「昭和初期の民族主義的作曲様式-伊福部昭・清瀬保二・早坂文雄の音楽語法を中心として」『音楽学』（通巻第20号、1974年）
- 小宮多美江「研究・伊福部昭の音楽」『文化評論』（1990年3月号）
- 黛敏郎「伊福部昭先生‐その人と音楽」 『音楽芸術』（1995年10月号）
- 片山杜秀「伊福部昭“幻の大作”の世界初録音と映画音楽デビュー50周年記念盤」 『レコード芸術』（1997年10月号）
- 舘野泉「56年のタイムカプセル - 伊福部の幻の曲CD化／飛び散る土俗的な生命力」 『北海道新聞』（1998年1月29日）
- 佐藤勝、小林淳「特別対談・『伊福部昭の映画音楽』をめぐって」 『キネマ旬報』（1998年5月15日号）
- 有馬礼子「私からみた伊福部先生の魅力」 『音楽現代』（1999年10月号）
- 上野耕路「"年の離れたちょっと不良っぽい友人でいたい"」 『音楽現代』（1999年10月号）
- 奥平一「新交響楽団と伊福部昭」 『音楽芸術』（1999年10月号）
- 柿沼敏江「伊福部音楽とアメリカ実験主義が出会うとき」 『音楽芸術』（1999年10月号）
- 片山杜秀「伊福部昭の主要作品年代順ガイド」 『音楽現代』（1999年10月号）
- 神倉健、諸岡範澄「伊福部体験と音楽について言いたい放題」 『音楽現代』（1999年10月号）
- 実相寺昭雄「ゴジラという聖域」『音楽現代』（1999年10月号）
- 吉松隆「これが伊福部サウンドの魅力の秘密だ!!」 『音楽現代』（1999年10月号）
- 片山杜秀、河野保雄「伊福部昭の音楽」『音楽現代』（2000年8月号?10月号）
- 上野耕路「伊福部宇宙の領域」 『SOUND VOICE』（2001年2月号）
- 松崎俊之「伊福部昭と〈日本的なるもの〉の帰趨 -問題としての日本近代音楽に対する一視座」 『芸術文化』（通巻第6号、2001年7月）
- 石井眞木「伊福部昭先生のすべて」 「伊福部昭米寿演奏会」（2002年5月19日）ちらし
- 福田滋「日本の作曲家と吹奏楽の世界 伊福部昭“映像と交響の出会い”」 『バンドジャーナル』（2005年1月号）
- 片山杜秀「作曲家・伊福部昭さんを悼む - 「箱庭」拒み大地に立脚」 『朝日新聞』（2006年2月10日夕刊）
- 松村禎三「伊福部昭氏を悼む - 「真の優れた音楽は平易」」 『読売新聞』（2006年2月13日夕刊）
- 広上淳一「伊福部昭氏を悼む - 本流に対峙した人」 『日本経済新聞』（2006年2月14日朝刊）
- 前川公美夫「伊福部昭さん・作曲家 2月8日死去・91歳 - 手書き五線譜に音刻む（哀惜）」 『北海道新聞』（2006年3月25日夕刊）
- 小林武史「大楽必易」『音楽現代』2006年4月号
- 野坂惠子「恩師 伊福部先生のこと」『音楽現代』2006年4月号
- 三木稔「伊福部先生のご逝去を悼む - 作曲家としてだけではなく、日本の音楽史上例のない真の教育者」『音楽現代』2006年4月号
- 有馬礼子「伊福部先生のこと」『音楽現代』2006年4月号
- 八木幸三「伊福部昭と北海道 - 伊福部サウンドを継承していくのは道内音楽家の使命」『音楽現代』2006年4月号
- 堀井友徳「伊福部先生の想い出」『音楽現代』2006年4月号
- 新交響楽団「伊福部昭先生の思い出」（2007年）
- 池田康「伊福部昭の音 現代の音楽とロマンティシズム」 『洪水』（零号 2007年）
- 池田康「インタビュー 伊福部玲子」『洪水』（零号 2007年）
- 池田康「インタビュー 小林武史」『洪水』（零号 2007年）
- 寮美千子「天空に交響する 伊福部昭氏に捧げる/9 Feb 2006」『洪水』（零号 2007年）
- 石丸基司「伊福部昭・完本「管弦楽法」の校訂に携わって - 科学的・即物的視点貫き 西欧名著の限界超える」 『北海道新聞』（2008年3月31日夕刊）
- 南聡「『伊福部昭 綴る』 - にじみ出す強烈な個性」『北海道新聞』（2013年6月30日付朝刊書評欄）
- 中村聖司「〈アート万華鏡〉お題は…デビュー＊5＊伊福部昭「日本狂詩曲」＊楽譜表紙にモダンな遊び心」『北海道新聞』（2014年5月19日朝刊）
- 片山杜秀・木部与巴仁・小林淳「生誕100年 伊福部昭の音楽と時代（3回連載）」 『北海道新聞』（2014年5月27 - 29日夕刊文化面）
- 和田由美「『伊福部昭と戦後日本映画』 ＊小林淳著＊ - 数々の名作支えた天才性」『北海道新聞』（2014年10月5日付朝刊書評欄）

## テレビ番組
- 『伊福部昭を知っていますか ― ゴジラのテーマを作った男』（1997年9月8日（再放送：2015年11月15日にNHK Eテレの『ETV特集』にて『ゴジラのテーマをつくった男 作曲家・伊福部昭』[9]として）、NHK札幌放送局）[120][121]
- 『北の交響曲（シンフォニー）』（1997年9月13日、北海道文化放送開局25周年特別記念番組[122]。伊福部の若き日を描いたドラマと、伊福部本人が登場するドキュメンタリーを組み合わせた内容で、北海道・東北地方で放送された。ドラマ出演：高橋和也（伊福部昭）／高橋麻衣子（妻・アイ）／鈴井貴之（兄・勲）／織本順吉（父・利三） 他[123][124]）
- 『ゴジラを音楽にした男 ― 作曲家・伊福部昭の世界』（2002年7月28日、NHKデジタル衛星ハイビジョン）[125]
- 『音で怪獣を描いた男 〜ゴジラVS伊福部昭〜』（2014年7月6日（再放送：7月27日）、NHK BSプレミアム。出演：佐野史郎／黒柳徹子／アレクサンドル・デスプラ。再現ドラマ出演：吉沢悠（伊福部昭）／原田佳奈（妻・アイ）／螢雪次朗（円谷英二）／小美野来希／岩渕敏司 他）[126][127]
- 『名曲アルバム』（2014年7月8日（再放送：7月17日・27日・31日）、NHK Eテレ）[128]
- 『あの人に会いたい ― 伊福部昭』（2014年8月2日、NHK総合）
- 『伊福部昭の世界 ― ゴジラを生んだ作曲家の軌跡』（2014年8月30日、NHK Eテレ）[129]
- 『生誕100年 伊福部昭の偉業』（2014年9月5日、NHK-FM）[130]
- 『にっぽんの芸能 ― 古典芸能を楽しもう 〜作曲家 伊福部昭の世界〜』（2014年10月19日、NHK Eテレ）[131]

## テレビ出演
- 『徹子の部屋』（1996年1月23日、テレビ朝日）[125]
- 『題名のない音楽会』（1984年、テレビ朝日）

## 門下生

### 古弟子会
- 芥川也寸志[出典 26]
- 黛敏郎[8][132]
- 奥村一
- 小杉太一郎
- 山内正
- 松村禎三[8][132]
- 池野成
- 今井重幸
- 原田甫
- 永冨正之
- 眞鍋理一郎[8]
- 三木稔[8]
- 石井眞木[8]
- 矢代秋雄
- 杉浦正嘉
- 斎藤高順
- 依田光正
- 福井徹雄
- 有馬礼子
- 住友淳治
- 王可之

### 新弟子会
- 永瀬博彦
- 藤原豊
- 甲田潤
- 和田薫
- 石丸基司
- 今井聡
- 藤田崇文
- 堀井友徳
- 鈴木憲夫
- 小平光一
- 加賀美江
- 岡野由美
- 田中修一
- 咲間貴裕
- 和田由彦
- 我妻えり子
- 村岡貞彦
- 野坂惠子
- 林冬樹
- 津田泰孝
- 山田令子